# Maurens-Scopont
Maurens-Scopont település Franciaországban, Tarn megyében. Lakosainak száma 139 fő (2022. január 1.). Maurens-Scopont Le Faget, Loubens-Lauragais, Cambon-lès-Lavaur, Veilhes, Villeneuve-lès-Lavaur és Viviers-lès-Lavaur községekkel határos.

## Népesség
A település népességének változása:
| Lakosok száma | 182  | 186  | 189  | 187  | 175  | 162  | 149  | 144  | 139  |
|               | 2013 | 2015 | 2016 | 2017 | 2018 | 2019 | 2020 | 2021 | 2022 |